# Raya Meddine
Raya Meddine (de son vrai nom Rana Alameddine رنا علم الدين) est une actrice libano-américaine. 

## Filmographie

### Cinéma
- 2004 : Baby's Momma Drama
- 2004 : Recycling Flo (Court-métrage) : Wanda
- 2005 : Bosta l'autobus : Isabelle
- 2008 : Miss Terious (Court-métrage) : Jade
- 2010 : Sex and the City 2 : Annesha

### Télévision
- 2003 : Spy Girls (She Spies) (série télévisée) : Kayla
- 2008 : Les Experts : Miami (CSI: Miami) (série télévisée) : Kate Hawkes
- 2008 - 2010 : Les Feux de l'amour (The Young and the Restless) (série télévisée) : Sabrina Costelana Newman
- 2010 : Rizzoli & Isles (série télévisée) : Claire
- 2012 : Touch (série télévisée) : Mme Kozari